# Naharkatiya
Naharkatiya là một thị xã và là nơi đặt ủy ban khu vực thị xã (town area committee) của quận Dibrugarh thuộc bang Assam, Ấn Độ.

## Nhân khẩu
Theo điều tra dân số năm 2001 của Ấn Độ, Naharkatiya có dân số 15.528 người. Phái nam chiếm 53% tổng số dân và phái nữ chiếm 47%. Naharkatiya có tỷ lệ 78% biết đọc biết viết, cao hơn tỷ lệ trung bình toàn quốc là 59,5%: tỷ lệ cho phái nam là 82%, và tỷ lệ cho phái nữ là 74%. Tại Naharkatiya, 10% dân số nhỏ hơn 6 tuổi.